# Empire Builder
L'Empire Builder è un treno passeggeri operato da Amtrak negli Stati Uniti medio occidentali e nord-occidentali. È la più frequentata linea di lunga distanza di Amtrak, e trasporta più di 500.000 passeggeri all'anno (dato del periodo 2007-2010). Prima di Amtrak, l'Empire Builder era il treno di punta della Great Northern Railway. L'attuale linea parte da Chicago, nell'Illinois, e prosegue fino all'Oceano Pacifico; la linea si divide a Spokane, stato di Washington e termina verso nord a King Street Station a Seattle, nello stato di Washington (3.550 km da Chicago) e verso sud alla Union Station di Portland, nello stato dell'Oregon (3.632 km da Chicago).
Il treno attraversa Illinois, Wisconsin, Minnesota, Dakota del Nord, Montana, Idaho, Washington e Oregon. Effettua soste a Saint Paul, Minot, Havre e Spokane, e tra le fermate principali vi sono Milwaukee, Fargo, Whitefish e Vancouver, stato di Washington. Il percorso utilizzato è il Northern Transcon della BNSF Railway da Seattle a Minneapolis, la Minnesota Commercial da Minneapolis a Saint Paul, la Canadian Pacific da Saint Paul a Glenview, Illinois, e la Metra da Glenview a Chicago.
Il servizio è effettuato con un treno al giorno in ogni direzione. L'orario è programmato in modo tale che il treno passi attraverso le Montagne Rocciose (e il Glacier National Park) durante il giorno, anche se questo è più comune in estate e nei treni diretti verso est. Il treno impiega tra le 45 e le 46 ore da Seattle a Chicago, con una media di 80 km/h incluse le fermate, e i treni possono viaggiare a velocità massima di 130 km/h circa.
Il 25 settembre 2021, alle 16:00 ora locale, l’Empire Builder è stato oggetto di un deragliamento nei pressi della città di Joplin (Montana), mentre viaggiava da Chicago a Seattle/Portland. Nell’incidente, alcune carrozze si sono rovesciate piegandosi su un fianco, con un bilancio di 3 vittime e circa 50 feriti.

## Descrizione del percorso

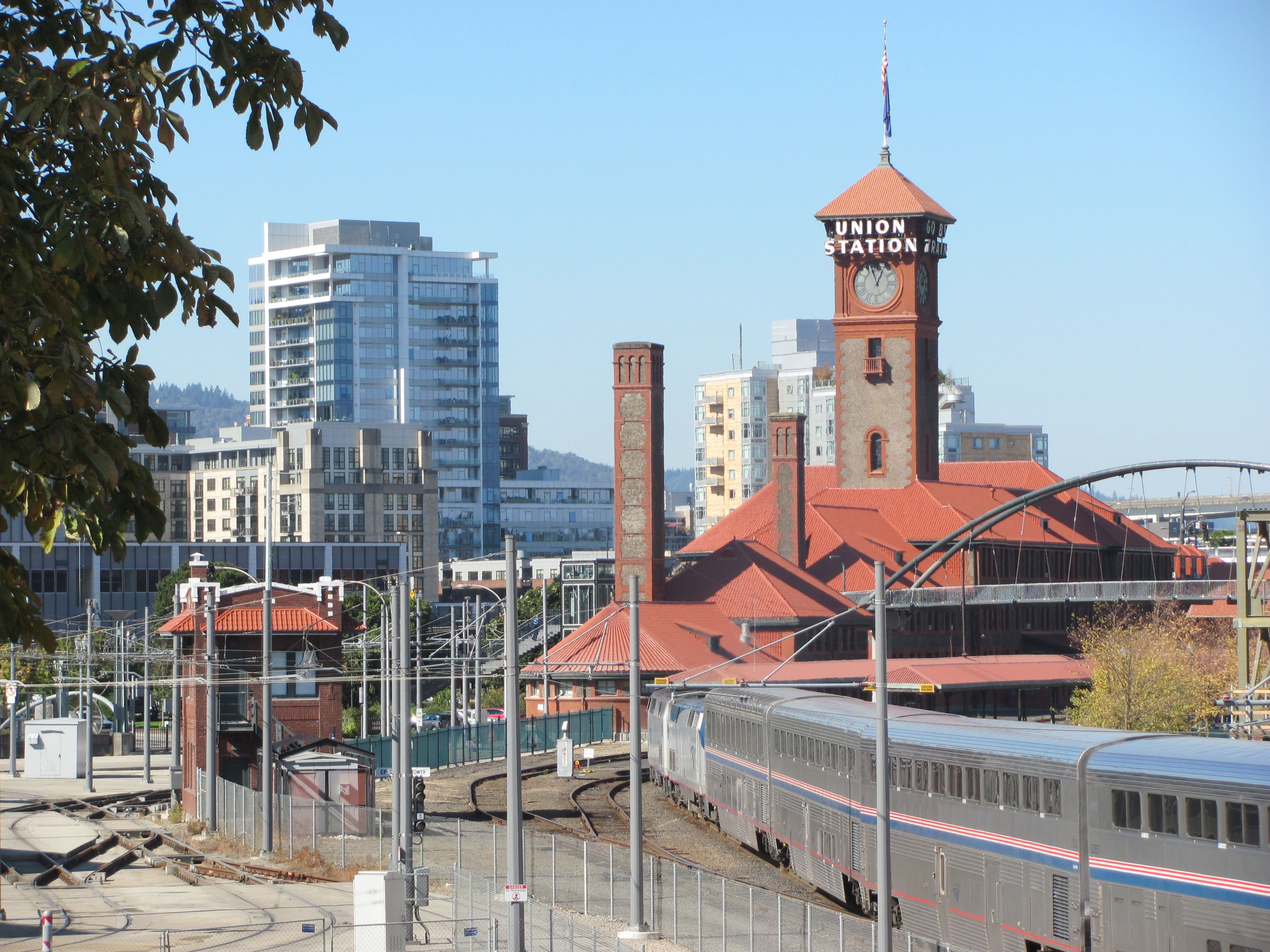
Portland, l'Empire Builder alla Union Station.

L'Empire Builder di Amtrak parte dalla Union Station di Chicago nel primo pomeriggio, e viaggia verso nord verso Milwaukee, e in seguito attraverso il paesaggio rurale del Wisconsin meridionale, attraversando l'alto fiume Mississippi presso La Crosse (Wisconsin). Il treno viaggia attraverso il Minnesota sud-orientale, attraversando nuovamente il fiume Mississippi presso Hastings (Minnesota) e ferma presso la Midway Station a Saint Paul. Da qui, verso ovest, il paesaggio cambia da foresta a prateria, diventando sempre meno popolato e sterile. I passeggeri diretti verso ovest hanno occasione di vedere solamente le lontane luci delle fattorie solitarie nella notte.
Nel Dakota del Nord e nel Montana orientale, si possono osservare le Grandi Pianure; alla fine, il treno lascia le praterie con te brevi fermate presso il Glacier National Park (East Glacier Park, solo in estate, o Browning, solo in inverno, Essex e West Glacier Park), seguite da una lunga fermata a Whitefish, non lontana dal Glacier National Park. Durante tutto l'anno, a seconda del meteo, si possono avere delle splendide viste sul parco mentre il treno ne attraversa il lembo meridionale. Al calar della notte, il treno continua attraverso le montagne nell'Idaho settentrionale e nello stato di Washington orientale. A Spokane il treno viene diviso: le ultime quattro carrozze (Sightseer lounge, due carrozze Portland, e la carrozza notte Portland) si ridigono verso la Gola del Columbia fino a Portland, e le altre carrozze passano attraverso la Catena delle Cascate fino a Seattle.
Nei mesi estivi, su alcune tratte della linea, dei volontari "Trails and Rails" nella carrozza Sightseer Lounge, commentano la storia dei luoghi e il panorama.
Il 21 agosto 2005 il treno subì un "rilancio" da parte di Amtrak con un miglioramento del servizio. Le migliorie hanno riguardato caratteristiche che non si trovano su altri treni Amtrak di lunga percorrenza: il secondo giorno di viaggio, a metà pomeriggio, si tiene una degustazione di vini e formaggi nella carrozza ristorante, per i passeggeri con cuccetta.

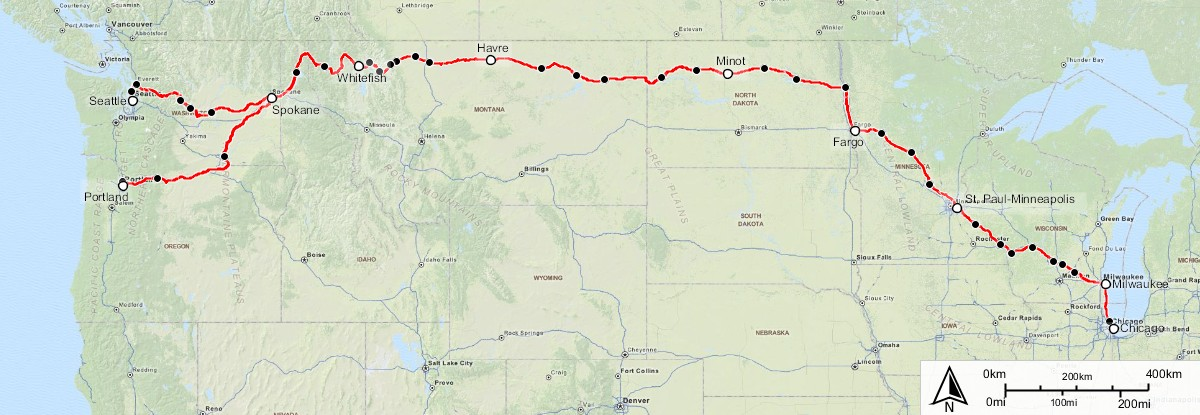
Amtrak Empire Builder (mappa interattiva)

## Storia
L'Empire Builder iniziò il servizio con Great Northern l'11 giugno 1929, e sostituì l'Oriental Limited come treno di punta della ferrovia. Il nome fu scelto per onorare James J. Hill, conosciuto come "The Empire Builder" (il fautore dell'impero), che riorganizzò diverse ferrovie decadenti all'interno della Great Northern Railway ed estese la linea fino al Pacifico nord-occidentale alla fine del XIX secolo. La tariffa era standardizzata e il tragitto iniziale per le 2.264 miglia da Chicago a Seattle era lo stesso, con 63 ore di viaggio da est a ovest e poco più di 61 da ovest a est, come sugli altri treni che da Chicago si dirigevano verso la costa ovest.
Il servizio venne modificato per aumentare l'affluenza durante la seconda guerra mondiale. Dopo la guerra, il 23 febbraio 1947, furono messi in servizio treni streamliner a trazione diesel; i treni furono ri-equipaggiati nel 1951, e il materiale del 1947 venne utilizzato per creare il Western Star. Nell'estate del 1954, il tragitto da 2.211 miglia da Chicago a Seattle richiedeva 45 ore (dal 1954 il percorso escluse Grand Forks, pertanto il treno percorreva meno miglia).
Il treno permetteva ai viaggiatori viste sulla Catena delle Cascate e sulle Montagne Rocciose del Glacier National Park, parco istituito con notevoli sforzi della Great Northern, anche di lobby. Dopo l'ammodernamento degli anni '50, i passeggeri potevano vedere il panorama tramite le tre carrozze a cupola trasparente e una carrozza interamente panoramica per i passeggeri di prima classe.
Due furono i principali incidenti che coinvolsero l'Empire Builder nell'era della Great Northern:
- nel 1931 un treno diretto verso est presso Moorhead, che viaggiava a circa 100 km/h, fu colpito da un tornado che fece deragliare il treno e sollevò nell'aria a 24 metri di altezza una carrozza da 83 tonnellate, causando la morte di una persona e 57 ferimenti[4]
- nel 1945 due treni si susseguivan a breve distanza, a causa del traffico del periodo bellico. Il secondo treno si scontrò con l'ultima carrozza del primo treno, l'osservatorio, presso Michigan City (Dakota del Nord), uccidendo 34 persone.[5]

La linea effettua sempre servizio da Chicago a Spokane, e poi si divide nei rami per Seattle e Portlant; solo nel periodo dell'era Amtrak dal 1971 al 1981 non vi fu servizio sul ramo per Portland. Prima del 1971, il percorso tra Chicago e Saint Paul era sulla Chicago, Burlington and Quincy Railroad, attraverso la sua linea principale lungo il fiume Mississippi e il Wisconsin. La linea effettuava servizio anche a ovest dalle Twin Cities (Minneapolis e Saint Paul) prima di girare verso nord a Willmar (Minnesota) per raggiungere Fargo (Dakota del Nord). Il tratto Spokane-Portland era gestito dalla Spokane, Portland and Seattle Railway.
Nel 1971 Amtrak assunse la gestione del treno e portò il tragitto da Chicago a Saint Paul sulla Milwaukee Road attraverso Milwaukee e sul percorso del Hiawatha fino a Saint Paul.
Nel numero del gennaio 2011 del magazine "Trains", questa linea fu classificata come una delle cinque da tenere d'occhio da parte di Amtrak nell'anno fiscale 2012, per esaminarla come accadde per altre linee (Sunset, Eagle, Zephyr, Capitol e Cardinal) nell'anno 2010.

## Affluenza e ricavi
Nell'anno fiscale 2007 l'Empire Builder trasportò oltre mezzo milione di passeggeri, mantenendo il suo status di treno Amtrak a lunga percorrenza più popolare. Nel 2008 i passeggeri crebbero del 9,8% fino a 554.266, anche se in quell'anno vi fu un notevole aumento del prezzo del carburante, e infatti i passeggeri scesero del 7% fino a 515.444 persone nel 2009. In quell'anno furono generati oltre 54 milioni di dollari di ricavi, dietro solo ad Acela Express, Northeast Regional e Auto Train; nel 2007 e 2008 si posizionava terzo. Circa il 65% dei costi di operazione è coperto dalla vendita dei biglietti, il che rende l'Empire Builder il secondo treno a lunga percorrenza di Amtrak, dopo Auto Train, che corre sulla East Coast.
Nell'anno fiscale 2011 l'Empire Builder ha trasportato 470.000 passeggeri, in ribasso del 12,1% rispetto al 2010. Questo rimane comunque il treno a lunga percorrenza più popolare della rete Amtrak; nel 2011 i ricavi totali ammontarono a 53.773.711 $, in ribasso dell'8,1% rispetto al 2010.